# 何塞盧
local Item = require('Module:CGroup/core').Item;
return {
name = '卡塔尔星级足球联赛',
description = '卡塔尔星级足球联赛',
content = {
{ type = 'text', text = 
== 球队 ==
 },
Item('Al Arabi SC', 'zh:阿拉比體育俱樂部;zh-hans:多哈阿拉伯人体育俱乐部;zh-tw:杜哈阿拉比體育俱樂部;zh-hk:多哈艾阿拉比體育會;'),
Item('Al-Arabi', 'zh:阿尔阿拉比;zh-hans:多哈阿拉伯人; zh-hk:多哈艾阿拉比; zh-tw:杜哈阿拉比;'),
Item('Al Ahli SC', 'zh:阿赫利体育俱乐部 (多哈); zh-hans:多哈阿赫利体育俱乐部; zh-cn:多哈国民体育俱乐部; zh-hk:多哈艾阿里體育會; zh-tw:杜哈阿赫利體育俱樂部;'),
Item('Al Ahli SC', 'zh:多哈阿赫利; zh-hans:多哈阿赫利; zh-cn:多哈国民; zh-hk:多哈艾阿里; zh-tw:杜哈阿赫利;'),
Item('Al-Sadd SC', 'zh:萨德;zh-hans:萨德;zh-cn:萨德;zh-hk:艾薩德;'),
Item('El Jaish SC', 'zh:多哈武装;zh-hans:多哈军队;zh-cn:多哈武装;zh-hk:艾查殊;zh-tw:艾爾賈希;'),
Item('Lekhwiya SC', 'zh:莱赫维亚;zh-hans:莱赫维亚;zh-cn:莱赫维亚;zh-hk:歷基韋亞;zh-tw:萊赫維亞;'),
Item('Al Duhail', 'zh:杜海勒;zh-hans:杜海勒;zh-cn:杜海勒;zh-hk:艾杜哈尼;zh-tw:杜海勒;'),
Item('Al-Gharafa SC', 'zh-hans:加拉法;zh-cn:加拉法;zh-hk:艾加拉法;'),
Item('Al-Rayyan SC', 'zh:赖扬;zh-hans:赖扬;zh-cn:赖扬;zh-hk:艾雷恩;'),
Item('Qatar SC', 'zh:卡塔尔体育;zh-hans:卡塔尔体育;zh-cn:卡塔尔体育;zh-tw:卡達體育會;zh-hk:卡塔爾體育會;'),
Item('Umm Salal SC', 'zh:乌姆萨拉尔;zh-hans:乌姆萨拉尔;zh-cn:乌姆萨拉尔;zh-tw:烏姆沙拉爾;zh-hk:烏姆沙拉爾;'),
Item('Al-Khor', 'zh:阿尔豪尔;zh-hans:豪尔;zh-cn:豪尔;zh-tw:阿爾科爾;zh-hk:阿爾科爾;'),
Item('Al-Khor', '艾哥爾=>zh-my:豪尔;艾哥爾=>zh-sg:豪尔;艾哥爾=>zh-cn:豪尔;艾哥爾=>zh-tw:豪爾;'),
Item('Al-Maref', 'zh:玛阿里夫;zh-hk:艾馬菲;zh-hans:玛阿里夫;'),
Item('Al-Markhiya SC', 'zh:马希亚;zh-hk:艾馬希亞;zh-hans:马希亚;'),
Item('Al-Sailiya', 'zh:塞利亚;zh-hans:塞利亚;zh-cn:塞利亚;zh-tw:賽利亞;zh-hk:艾賽利亞;'),
Item('Al-Shamal', '夏馬爾=>zh-cn:北部区体育;'),
Item('Al-Wakrah', 'zh:沃克拉;zh-hans:沃克拉;zh-cn:沃克拉;zh-tw:沃克拉;zh-hk:艾華卡拉;'),
{ type = 'text', text = 
== 赛事 ==
 },
Item('Qatar Stars League', 'zh:卡塔尔星级足球联赛;zh-hans:卡塔尔星级足球联赛;zh-hant:卡塔爾星級足球聯賽;'),
Item('Qatargas League', 'zh:卡塔尔燃气足球联赛;zh-hans:卡塔尔燃气足球联赛;zh-hant:卡塔爾燃氣足球聯賽;'),
Item('Emir of Qatar Cup', 'zh:卡塔尔埃米尔杯;zh-hans:卡塔尔国王杯;zh-hant:卡塔爾國王盃;zh-cn:卡塔尔酋长杯;'),
Item('Qatar Crown Prince Cup', 'zh:卡塔尔王储杯;zh-hans:卡塔尔王储杯;zh-hant:卡塔爾王储盃;zh-cn:卡塔尔王储杯;'),
Item('Qatari Stars Cup', 'zh:卡塔尔星杯;zh-hans:卡塔尔星杯;zh-hant:卡塔爾星盃;'),
Item('Sheikh Jassim Cup', 'zh:卡塔尔贾西姆杯;zh-hans:卡塔尔贾西姆杯;zh-hant:卡塔爾賈西姆盃;'),
},
荷西·路易斯·聖馬田·馬圖（西班牙語：José Luis Sanmartín Mato，1990年3月27日—），簡稱何塞盧（Joselu）是一位西班牙足球運動員，在場上司職前鋒。目前效力於卡塔爾星級足球聯賽俱乐部加拉法 ，西班牙國家足球隊成員。

## 生平
何塞盧青年隊出身切爾達，於2009年被西甲豪門皇馬網羅，在皇馬B隊上陣72場射入20球，但仍不能打進一隊，於2012年被賣往德甲的賀芬咸；於2014年以500萬歐元轉投漢諾威。2015–2017年曾效力斯托克城。
何塞盧於2016年與梅蘭妮·卡尼薩雷斯結婚。梅蘭妮的雙胞胎姐姐達芙妮，則於2022年嫁給皇馬著名右閘球員卡華積。

### 皇家馬德里（租借）
2023年6月19日，皇家馬德里宣布何塞盧回歸，租借期至2024年6月30日，並有權在賽季結束時購買。2023年8月12日，他在聯賽2-0戰勝畢爾包的比賽第80分鐘上演正式首秀。
2024年5月8日，何塞卢在欧洲冠军联赛半决赛对阵拜仁慕尼黑的比赛中在最后时刻为皇马連續攻入两粒决定性进球，帮助球队擊敗拜仁晋级歐冠决赛。球季結束後，馬德里隊選擇了永久簽下他。

### 加拉法

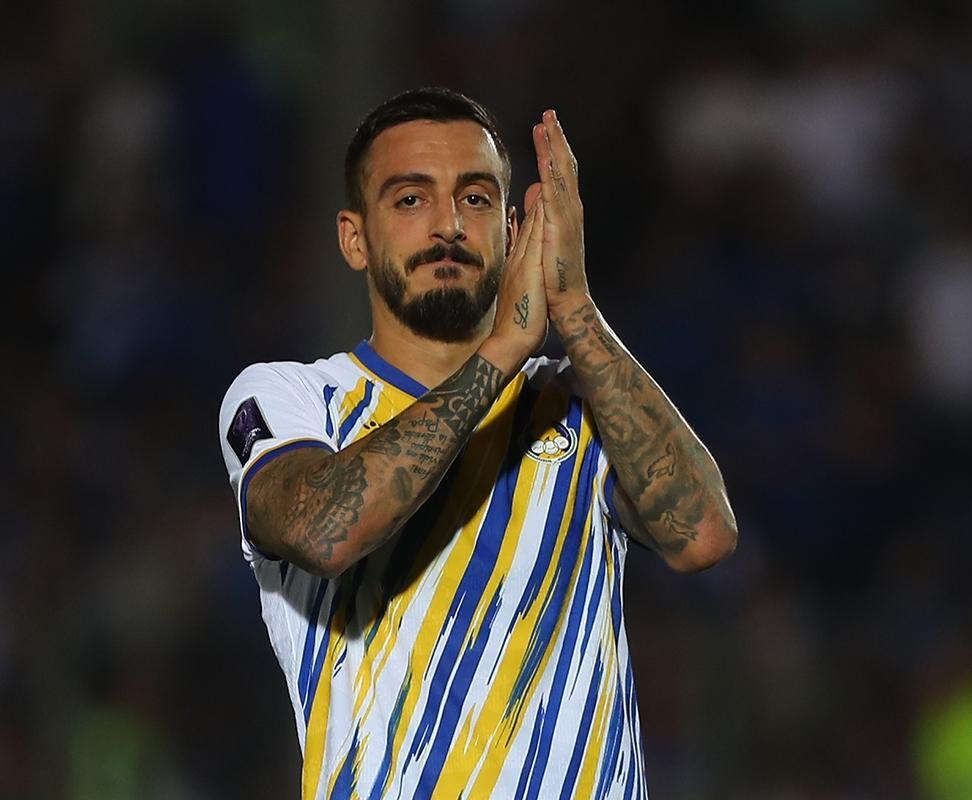
為加拉法效力的何塞卢

2024年6月28日，何塞卢以兩年合約從皇家馬德里加盟卡塔爾星級足球聯賽俱乐部加拉法

### 西班牙國家隊
2023年3月17日，何塞盧首次入選西班牙國家足球隊，參加2024年歐洲國家盃外圍賽對陣挪威和蘇格蘭的比賽。3月25日，他在對陣挪威的比賽中替補登場，成為自2006年以來年齡最大的西班牙首次登場球員，並在兩分鐘內梅開二度，幫助西班牙以3-0獲勝。
2023年6月15日，他在替補上場四分鐘後的第88分鐘，為西班牙在2023年歐洲國家聯賽半決賽中以2-1戰勝義大利的比賽中攻入製勝球。
2024年歐洲足球錦標賽，何塞盧隨西班牙贏得了2024年欧洲足球锦标赛冠軍。

## 榮譽
皇家马德里
- 西甲冠軍：2011–12、2023–24
- 西班牙國王盃冠軍：2011
- 歐洲冠軍聯賽冠軍：2023–24[14]
- 西班牙超級盃冠軍：2023–24[15]

 加拉法
- 卡達埃米爾盃冠軍：2025[16]

 西班牙
- 欧国联冠軍：2023 [17]

- 欧洲足球锦标赛冠軍：2024[18]

### 個人
- 札拉獎杯（英语：Zarra Trophy）： 2022–23[19]

## 个人生活
何塞卢在2016年与梅兰妮·卡尼萨雷斯结婚并有两个孩子，梅兰妮的双胞胎姐妹达芙妮嫁给了何塞卢的前队友达尼·卡瓦哈尔。